# بهکده رضوی
بهکده رضوی یک روستا در ایران است که در بخش مرکزی شهرستان مانه و سملقان واقع شده‌است. بهکده رضوی ۹۵۷ نفر جمعیت دارد.